# Estação York Mills
York Mills é uma estação do metrô de Toronto, localizada na secção Yonge da linha Yonge-University-Spadina. Localiza-se no cruzamento da Yonge Street com a York Mills Avenue. York Mills possui um terminal de ônibus integrado, que atende a sete linhas de superfície do Toronto Transit Commission. O nome da estação provém da York Mills Avenue, a principal rua leste-oeste servida pela estação.